# مدرسة أميد
مدرسة أميد هي مدرسة تاريخية تعود إلى دولة بهلوية، وتقع في قزوين.